# Oxalis monophylla
Oxalis monophylla är en harsyreväxtart som beskrevs av Carl von Linné. Oxalis monophylla ingår i släktet oxalisar, och familjen harsyreväxter. Utöver nominatformen finns också underarten O. m. stenophylla.